# Vaccinium geminiflorum
Vaccinium geminiflorum är en ljungväxtart som beskrevs av Carl Sigismund Kunth. Vaccinium geminiflorum ingår i Blåbärssläktet, och familjen ljungväxter. Inga underarter finns listade i Catalogue of Life.